# Либов, Лев Иосифович
Лев Ио́сифович Ли́бов (1921 — 2015) — советский и российский учитель, писатель, член Российского союза писателей.

## Биография
Родился в еврейской семье, с детства составлял стихи. С 1938 до 1940 обучался на историческом факультете СГУ, являлся однокурсником Льва Манновича Невельсона, сына М. С. Невельсона и Н. Л. Невельсон, о котором оставил воспоминания. Ушёл с 3-го курса университета и работал учителем истории в средней школе села Черкасское. В 1941 поступил на 3-й курс Днепропетровского государственного университета.

### В ВОВ
На заявления о желании идти добровольцем на фронт Великой Отечественной войны получал отказ. Был эвакуирован на Кавказ, где работал учителем в селе Терекское, затем эвакуировался в Среднюю Азию, и в городе Кзыл-Орда поступил на исторический факультет Кызылского педагогического института. По личной просьбе был призван в ряды Красной армии, зачислен в маршевый полк. Вскоре направлен в Орловское военно-пехотное училище, где являлся комсоргом роты, после окончания которого попал на фронт. Служил в составе 82-го пехотно-миномётного полка до сентября 1945, демобилизовался из армии в апреле 1946, после выхода из госпиталя в Харбине.

### После войны
Работал инспектором, заведующим отделом культуры в Крыму. После окончания в 1949 историко-филологического факультета Ленинградского университета продолжил учиться и в конце 1960-х окончил факультет немецкого языка Московского педагогического института иностранных языков имени Мориса Тореза. 18 лет проработал директором школ города Первоуральска; в июле 1975 года, по приглашению городского исполнительного комитета города Урай, занял должность директора школы-новостройки № 1. В 1991 году этой школе был присвоен статус гимназии.

### В литературе
Член Союза российских писателей с 2006, работал главным редактором городского литературно-художественного иллюстрированного журнала «Оттиск». Автор 10 прозаических произведений, также его статьи печатались в журналах «Урал», «Знамя», «Народное образование», газете «Учительская газета», и других областных, окружных и городских газетах и журналах России и Украины.
С 18 августа 2008 был на пенсии.

## Память
- Почётный гражданин города Урая[2].
- С 2016 его имя носит городская библиотека.[3]

## Публикации
- Либов Л. И. Плачь, сердце, плачь! : эссе-реквием. Средне-Уральское книжное издательство, 2002. — 196 с.[4]
- Либов Л. И. Сталин, Троцкий и я : эссе-реквием. «Урал». — 2004. — № 10; «Урал». — 2005.[5][6][7]